# Historail
Ne doit pas être confondu avec HistoRail.
 (juillet 2014).
Si vous disposez d'ouvrages ou d'articles de référence ou si vous connaissez des sites web de qualité traitant du thème abordé ici, merci de compléter l'article en donnant les références utiles à sa vérifiabilité et en les liant à la section « Notes et références ».
Historail est un magazine français consacré au chemin de fer édité par le groupe de presse français Les Éditions La Vie du rail.

## Historique
Historail est un magazine créé par Les Éditions La Vie du rail en mars 2007, avec Bruno Carrière comme rédacteur en chef. Après son départ, son poste a été repris par Olivier Bertrand, déjà rédacteur en chef de Rail Passion. Ensuite, c'est Vincent Lalu qui assure cette fonction. Il existe un accord entre la maison d'édition et le musée du chemin de fer HistoRail autorisant le magazine à prendre ce nom pour titre.

## Magazine

### Caractéristiques
Revue trimestrielle d'une centaine de pages consacrée principalement à l'histoire des chemins de fer français, en vente en kiosque et sur abonnement, sa première formule à 9,90 euros le numéro est remplacée en janvier 2019 par un nouveau format magazine-livre à 18 euros le numéro.

### Ligne éditoriale
Le magazine est plutôt axé sur l'histoire sociale des chemins de fer, domaine de prédilection du conseil éditorial Georges Ribeill. Chaque numéro propose un dossier (indiqué sur la couverture) et des articles plus courts. Chaque publication aborde désormais le domaine des transports urbains sous la plume de Philippe-Enrico Attal, également journaliste à Rail Passion. Le magazine est très largement illustré de documents d'époque ainsi que d'une cartographie ancienne assez riche. On y trouve également des extraits des dernières publications des Éditions La Vie du rail. 

### Principaux auteurs
Les principaux auteurs sont Georges Ribeill, Philippe-Enrico Attal, Gérard Joud.